# Bastø Electric
Bastø Electric är en norsk eldriven färja som trafikerar en linje mellan Moss och Horten. Färjelinjen är Norges mest trafikerade med 3,8 miljoner passagerare och 1,8 miljoner fordon om året (2021).
Färjan byggdes vid ett skeppsvarv i Turkiet och levererades till Bastø Fosen den 21 december 2020. Batterierna och laddningsstationen har levererats av Siemens batterifabrik i Trondheim. Batterierna har en kapacitet på 4 300 kWh och laddningsstationen kan producera 9 000 kW. Färjan laddas varje gång den anlöper färjeläget. Hon är försedd med fyra dieselmotorer som backup vid driftproblem.
Bastø Electric har plats för 600 passagerare och 200 personbilar eller 24 lastbilar och var världens största helt elektriska bilfärja när hon togs i drift den 1 mars 2021.